# Santa Maria de Camós
Santa Maria de Camós és una entitat de població del municipi de Camós a la comarca catalana del Pla de l'Estany. En el cens de 2011 tenia 66 habitants.